# Валдіс Біркавс
Валдіс Біркавс (28 липня 1942 , Рига ) — латвійський політик. Прем'єр-міністр Латвії (1993–1994), а також міністр закордонних справ Латвії у 5-ти урядових кабінетах. Засновник політичної партії «Latvijas Ceļš».

## Біографія
Закінчив Ризький державний технікум (1961, технік-технолог), а після того — Латвійський державний університет, де студіював філософію та право.
Юрист, заступник голови ВС Латвійської Республіки, міністр закордонних справ Латвії у п'яти кабінетах (1994–1999), міністр юстиції 1999–2000, кандидат у президенти Латвії 1999.

## Праці
- Zinātne — pret noziedzību. Rīga: Avots, 1986